# St. Juliana (Großaspach)

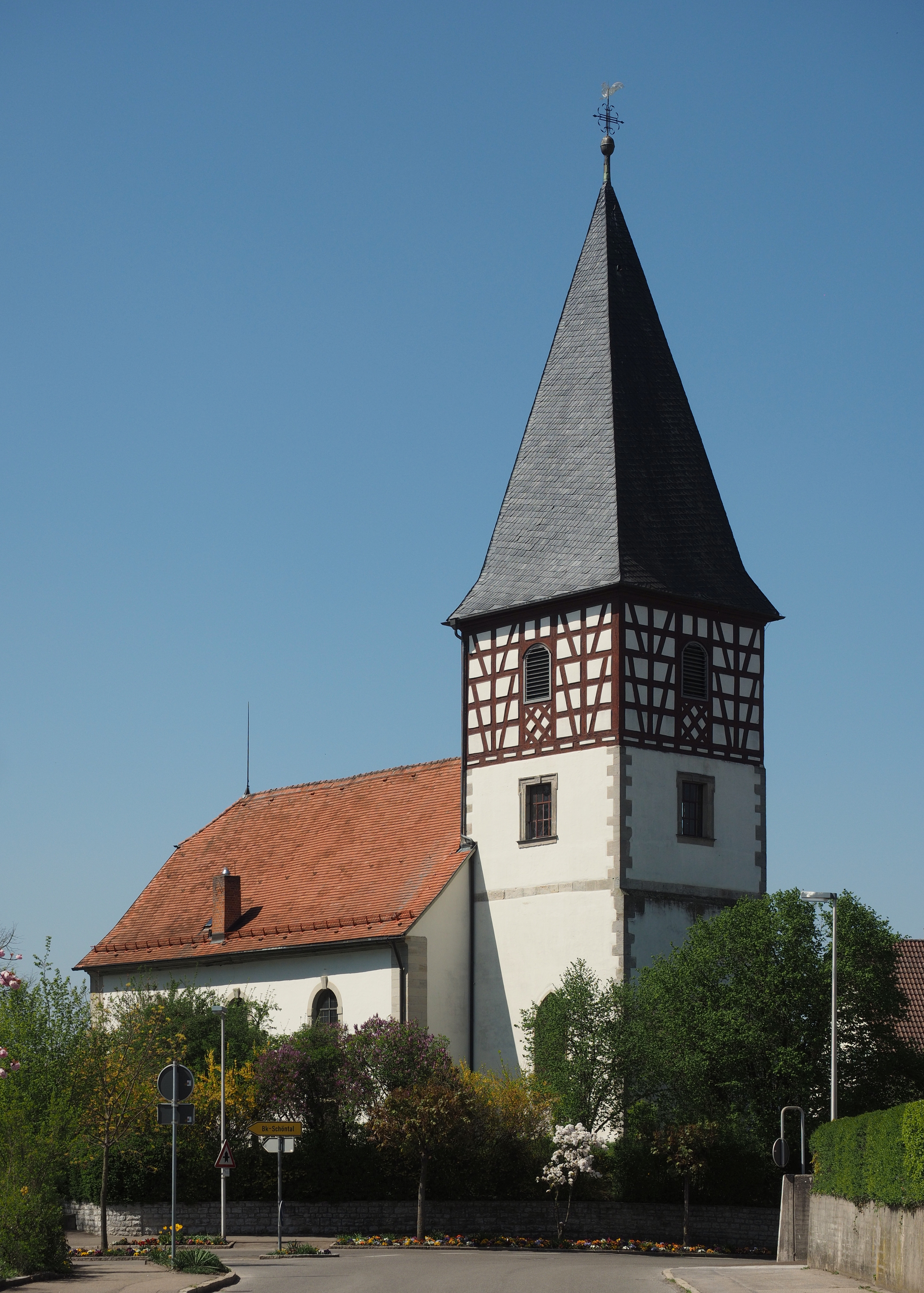
St. Juliana in Großaspach

Die evangelische Pfarrkirche St. Juliana ist ein geschütztes Kulturdenkmal nach dem Denkmalschutzgesetz. Sie steht in Großaspach, einem Gemeindeteil von Aspach im Rems-Murr-Kreis in Baden-Württemberg. Die Kirchengemeinde gehört zum Kirchenbezirk Backnang der Evangelischen Landeskirche in Württemberg.

## Beschreibung

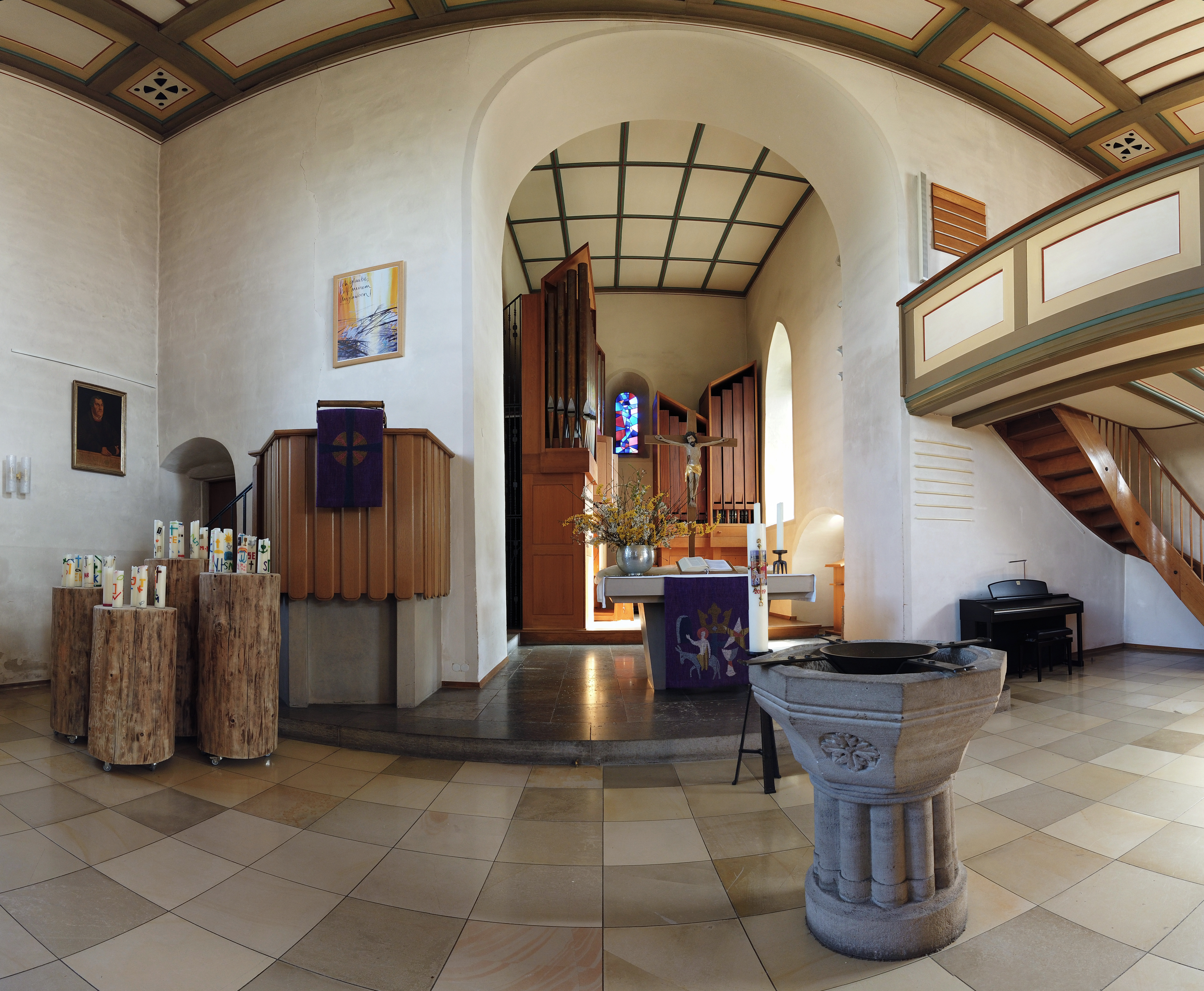
Blick zum Chor

Das Langhaus der Saalkirche wurde 1698 anstelle einer Kapelle erbaut. Zur gleichen Zeit wurde der im Kern mittelalterliche Chorturm im Osten mit einem Geschoss aus Holzfachwerk aufgestockt und mit einem spitzen, schiefergedeckten Helm bedeckt. 
Von 1963 bis 1965 erfolgte ein größerer Umbau des Innenraums. Die Empore im Norden und der Schalldeckel über der Kanzel wurden entfernt, die Kanzel etwas tiefer gesetzt und die Orgel wurde von der Empore auf den Boden verlegt. 
1971 wurde die bestehende Orgel durch einen Neubau des Orgelbauers Richard Rensch ersetzt. Dieses Instrument mit der Werkbezeichnung Opus 74 wurde im Chorraum hinter dem Altar aufgestellt. Es verfügt über 16 Register auf zwei Manualen und Pedal.
Eine der Glocken stammt aus dem Jahr 1787 und trägt folgende Inschrift: CHRISTIAN LUDWIG NEUBERT HERZOGLICH WIRTENBERG(ISCH) / PRIVILEGIRTEN STU(C)K und GLO(C)KEN GIESER ZU LUDWIGSBURG.